# ريك فرانكونا
المقدم ريك فرانكونا (بالإنجليزية: Rick Francona)‏ (ولد في 31 أغسطس 1951 في نيو برايتون، بنسيلفانيا، الولايات المتحدة) مؤلف ومعلق ومحلل إعلامي عسكري. كما أنه ضابط استخبارات متقاعد تابع للقوات الجوية الأمريكية يتمتع بخبرة في الشرق الأوسط بما في ذلك الخدمة مع وكالة الأمن القومي ووكالة استخبارات الدفاع ووكالة المخابرات المركزية. كان يرتبط بعقد مع هيئة الإذاعة الوطنية للأخبار وظهر بانتظام على شبكة هيئة الإذاعة الوطنية وإم إس إن بي سي وسي إن بي سي وكذلك هيئة الإذاعة الكندية ووسائل الإعلام الأخرى. في عام 2013 أصبح المحلل العسكري لقناة سي إن إن.
خدم فرانكونا لأكثر من 27 عاما في سلاح الجو الأمريكي ومعظمها في الشرق الأوسط. كان يجيد اللغة العربية. حاصل على شهادة البكالوريوس من كلية تشابمان (الآن جامعة تشابمان) في الحكومة واللغة العربية ودرجة الماجستير من جامعة تروي الحكومية في العلاقات الدولية مع التركيز في دراسات الشرق الأوسط. وهو ابن عم مدرب فريق كليفلاند إنديانز للبيسبول تيري فرانكونا.
بعد تدريبه على اللغة العربية عمل في العديد من المواقع في الشرق الأوسط من 1975 إلى 1977 وأيد إجلاء السفارة الأمريكية في بيروت بلبنان في عام 1976. في عام 1978 أصبح معلم للغة العربية في معهد اللغة الدفاعية في مونتيري بكاليفورنيا.
في الفترة من 1982 إلى 1984 كان ضابط عمليات في الشرق الأوسط مع وكالة الأمن القومي في الولايات المتحدة وخارجها. في عام 1984 تم تعيينه كمستشار في سلاح الجو الملكي الأردني في عمان بالأردن.
في عام 1987 تم تعيينه في وكالة المخابرات الدفاعية كمساعد مخابرات الدفاع في الشرق الأوسط. خلال هذه المهمة قضى الكثير من عامي 1987 و1988 في السفارة الأمريكية في بغداد بالعراق كضابط اتصال لمديرية المخابرات العسكرية بالقوات المسلحة العراقية. عمل فرانكونا مراقبا عن العمليات القتالية العراقية ضد القوات الإيرانية وحلق في الطلعات الجوية مع القوات الجوية العراقية. كانت ملاحظاته أساسية لاكتشاف قدرات الأسلحة الكيميائية العراقية وتعديلات القذائف التسيارية.
عقب الغزو العراقي للكويت في أغسطس 1990 وخلال حرب الخليج الثانية نشر فرانكونا في الخليج العربي كمترجم ومستشار للقوات المسلحة العراقية للقائد العام للقيادة المركزية الأمريكية الفريق الأول نورمان شوارتسكوف حيث كان مترجما رئيسيا لمحادثات وقف إطلاق النار مع الجيش العراقي في سفوان بالعراق في مارس من عام 1991.
بعد انتهاء حرب الخليج الثانية خدم فرانكونا في مكتب وزير الدفاع وكان مؤلفا رئيسيا في تقرير وزارة الدفاع إلى الكونغرس عن سير حرب الخليج الثانية. في عام 1992 تم اختياره ليكون الملحق الجوي الأول للسفارة الأمريكية في دمشق بسوريا ثم عاد إلى الولايات المتحدة في عام 1995.
في الفترة من 1995 إلى 1996 خدم فرانكونا مع وكالة المخابرات المركزية وشارك في مجموعة متنوعة من العمليات الحساسة في الشرق الأوسط. أثناء إحدى هذه العمليات نجا من محاولة قتل على يد عناصر من جهاز المخابرات العامة العراقية. حصل لاحقا على الميدالية البرونزية لخدمته لوكالة المخابرات المركزية.
في عام 2010 ظهر فرانكونا كخبير موضوعي في الجيش العراقي وصدام حسين في حلقة تلفزيونية من برنامج «من هو أفظع المحارب» على قناة سبايك. في عام 2013 بدأ العمل كمحلل عسكري لقناة سي إن إن حيث يطرح تعليقاته على الحرب الأهلية السورية وقضايا الحرب الكيميائية وفي عام 2014 طرح تعليقاته حول تدهور الوضع في العراق.
في أبريل 2008 كشفت الوثائق التي حصل عليها مراسل صحيفة نيويورك تايمز ديفيد بارستو أن فرانكونا قد جند كأحد أكثر من 75 ضابطا عسكريا متقاعدا شاركوا في برنامج المحلل العسكري للبنتاغون. ظهر المشاركون في البرامج التلفزيونية والإذاعية كمحللين عسكريين و / أو أعمدة للصحافة / المطبوعات الصحفية. بدأ البرنامج في أوائل عام 2002 من خلال مساعدة وزير الدفاع للشئون العامة فيكتوريا كلارك. كانت الفكرة هي توظيف «المؤثرين الرئيسيين» للمساعدة في بيع الجماهير الحذرة حول «احتمال وقوع غزو عراقي».